# Soon May the Wellerman Come
Soon May the Wellerman Come, auch Wellerman, ist ein aus Neuseeland stammendes Walfängerlied und Shanty, das zwischen 1860 und 1870 entstand.

## Hintergrund
Das Lied kann keinem Autor zugesprochen werden. Es wurde vermutlich von einem jugendlichen Seemann oder einem Küsten-Walfänger verfasst. Es wurde erstmals 1973 im Buch New Zealand Folksongs: Songs of a Young Country von Neil Colquhoun publiziert und stellt einen sogenannten Call-and-Response-Song dar.

## Text und Melodie
Das Lied beschreibt die Situation der Besatzung der Billy o’ Tea, die auf Waljagd ist und die Ankunft eines „Wellerman“ erwartet, eines Proviantschiffes der Gebrüder Weller. Der Text lautet folgendermaßen:
There once was a ship that put to sea,

And the name of that ship was the Billy o’ Tea

The winds blew hard, her bow dipped down,

Blow, me bully boys, blow!

Refrain (nach jeder Strophe):

(HUH!)

Soon may the Wellerman come

to bring us sugar and tea and rum.

One day, when the tonguin’ is done,

We’ll take our leave and go.

She had not been two weeks from shore

When down on her a right whale bore.

The captain called all hands and swore

He’d take that whale in tow.

{Refrain}

Before the boat had hit the water

The whale’s tail came up and caught her.

All hands to the side, harpooned and fought her,

When she dived down below.

{Refrain}

No line was cut, no whale was freed,

An’ the captain’s mind was not on greed!

But he belonged to the Whaleman’s creed

She took that ship in tow

{Refrain}

For forty days or even more,

the line went slack then tight once more,

All boats were lost, there were only four

and still that whale did go.

{Refrain}

As far as I’ve heard, the fight’s still on,

The line’s not cut, and the whale’s not gone!

The Wellerman makes his regular call

to encourage the captain, crew and all!

{Refrain x2}

## Moderne Interpretationen
Anfang 2021 wurde das Lied durch Versionen von The Longest Johns und Nathan Evans bekannt, der mit seiner Version einen Nummer-eins-Hit in Deutschland landete, und fand zudem Verbreitung über die Plattform TikTok. Dabei wurde auch der Ausdruck ShantyTok geprägt. Einige sehen den Grund für den Erfolg darin, dass mit dem Lied ein Zusammenhang zwischen der Isolation junger Menschen als Walfänger im 19. Jahrhundert und der Isolation in der COVID-19-Pandemie hergestellt wird.
Im Zuge dessen coverten auch deutschsprachige Bands wie Santiano, Saltatio Mortis und Mr. Hurley & die Pulveraffen, aber auch Institutionen wie das St. Vinzenz-Krankenhaus Hanau das Lied. Auch die Bundeswehr veröffentlichte eine Version dieses Liedes.

### Chartplatzierungen
The Longest Johns
| ChartsChartplatzierungen     | Höchstplatzierung | Wochen |
| ---------------------------- | ----------------- | ------ |
| Vereinigtes Königreich (OCC) | 37 (2 Wo.)        | 2      |

Nathan Evans
| ChartsChartplatzierungen     | Höchstplatzierung | Wochen |
| ---------------------------- | ----------------- | ------ |
| Deutschland (GfK)            | 1 (97 Wo.)        | 97     |
| Österreich (Ö3)              | 1 (83 Wo.)        | 83     |
| Schweiz (IFPI)               | 1 (93 Wo.)        | 93     |
| Vereinigtes Königreich (OCC) | 1 (26 Wo.)        | 26     |

| ChartsJahrescharts (2021)    | Platzierung |
| ---------------------------- | ----------- |
| Deutschland (GfK)            | 1           |
| Österreich (Ö3)              | 1           |
| Schweiz (IFPI)               | 1           |
| Vereinigtes Königreich (OCC) | 11          |

| ChartsJahrescharts (2022) | Platzierung |
| ------------------------- | ----------- |
| Deutschland (GfK)         | 32          |
| Österreich (Ö3)           | 28          |
| Schweiz (IFPI)            | 31          |

### Auszeichnungen für Musikverkäufe
Nathan Evans

| Land/Region                  | Auszeichnungen für Musikverkäufe (Land/Region, Auszeichnung, Verkäufe) | Verkäufe  |
| ---------------------------- | ---------------------------------------------------------------------- | --------- |
| Australien (ARIA)            | 2× Platin                                                              | 140.000   |
| Belgien (BRMA)               | Gold                                                                   | 20.000    |
| Brasilien (PMB)              | 2× Platin                                                              | 80.000    |
| Dänemark (IFPI)              | Platin                                                                 | 90.000    |
| Deutschland (BVMI)           | Diamant                                                                | 1.000.000 |
| Frankreich (SNEP)            | Diamant                                                                | 333.333   |
| Italien (FIMI)               | Gold                                                                   | 50.000    |
| Kanada (MC)                  | 4× Platin                                                              | 320.000   |
| Österreich (IFPI)            | 3× Platin                                                              | 90.000    |
| Polen (ZPAV)                 | 3× Platin                                                              | 150.000   |
| Schweden (IFPI)              | 3× Platin                                                              | 360.000   |
| Schweiz (IFPI)               | Gold                                                                   | 10.000    |
| Spanien (Promusicae)         | Gold                                                                   | 30.000    |
| Vereinigte Staaten (RIAA)    | Gold                                                                   | 500.000   |
| Vereinigtes Königreich (BPI) | 2× Platin                                                              | 1.200.000 |
| Insgesamt                    | 5× Gold · 20× Platin · 2× Diamant ·                                    | 4.343.333 |